# Hazlewood
Pour les articles homonymes, voir Hazelwood.
Hazlewood est un hameau du comté anglais du Yorkshire du Nord, dans le district du Craven. Il fait partie de la paroisse civile de Hazlewood with Storiths.
Hazlewood se situe à 12 kilomètres à l'est de la ville de Skipton et se trouve à environ trois kilomètres à l'est de Bolton Abbey (de l'autre côté de la rivière Wharfe).